# Gruppenführer
 (mars 2020).

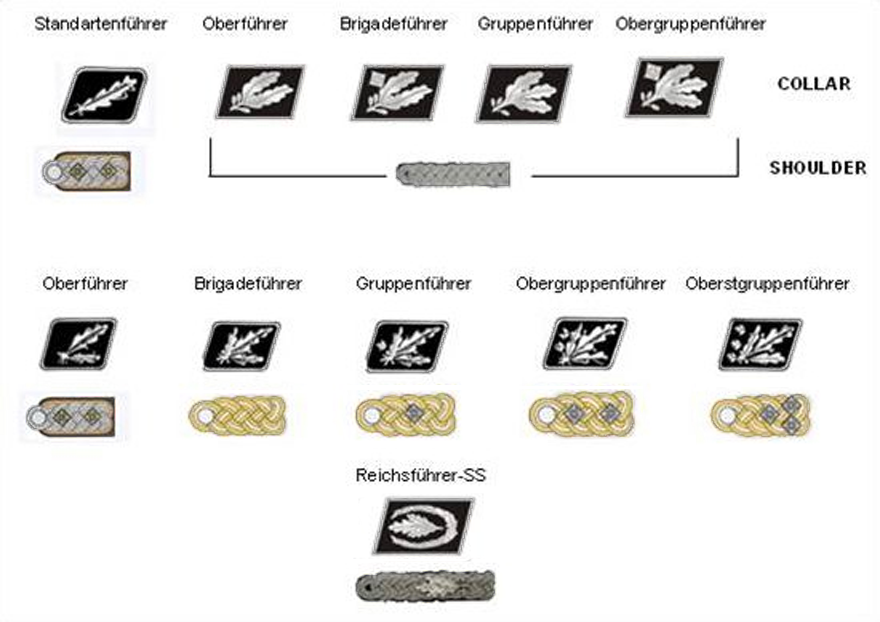
Insignes de grade (pattes de collet et pattes d’épaule) des uniformes des officiers de la SS, ayant au moins une feuille de chêne aux pattes de collet (ce sont des officiers généraux sauf pour les cas des Standartenführer et Oberführer) :
- de 1933 à avril 1942 (1re rangée, en haut) ;
- après avril 1942 (2e rangée, au milieu).
Les insignes du Reichsführer-SS (rangée du bas) sont restés inchangés de 1934 à 1945. Le grade d’Oberst-Gruppenführer n'est apparu qu'en 1942 (il ne figure donc pas dans la rangée du haut).

Gruppenführer (abréviation Gruf) est un grade utilisé dans la SS, et dans sa branche militaire, la Waffen-SS.

## Contexte historique
Dans « l'organisation politico-policière et militaire » qu'est la SS du Troisième Reich, ce grade correspond à celui de Generalleutnant (des armées de terre ou de l’air) ou de Vizeadmiral (de la marine) au sein de la Wehrmacht (les forces armées du Reich). Il est l'équivalent de général de division dans l'Armée française.
Pour la partie politique de l’organisation, il constitue un titre honorifique et une reconnaissance de l'importance politique de son titulaire au sein du parti nazi, comme pour Arthur Seyss-Inquart.
En revanche, pour sa partie policière (Orpo, RSHA) ou sa partie militaire (Waffen-SS), il traduit une réelle fonction de commandement opérationnel.
C'est le quatrième grade d'officier général le plus élevé dans le corps des officiers généraux SS qui en compte cinq (si on inclut celui de Reichsführer-SS, principalement porté par Himmler). Dans l'ordre hiérarchique descendant, pour les grades comportant une ou plusieurs feuilles de chêne au collet (les grades d’Oberführer et Standartenführer ne sont pas des grades d'officiers généraux, mais d'officiers supérieurs), on a le tableau suivant :
| Ordre hiérarchique descendant                         | Insignes de col (1942-1945) | Grade dans la SS        | Suffixe pour la police          | Suffixe pour la Waffen-SS         | Équivalent dans les armées de terre ou de l’air | Équivalent dans la marine |
| Officiers généraux                                    | Officiers généraux          | Officiers généraux      | Officiers généraux              | Officiers généraux                | Officiers généraux                              | Officiers généraux        |
| ----------------------------------------------------- | --------------------------- | ----------------------- | ------------------------------- | --------------------------------- | ----------------------------------------------- | ------------------------- |
| N/A                                                   | N/A                         | Pas d’équivalent        | N/A                             | N/A                               | Reichsmarschall                                 | Pas d’équivalent          |
| 1                                                     |                             | Reichsführer-SS         | und Chef der deutschen Polizei  | N/A                               | Generalfeldmarschall                            | Großadmiral               |
| 2                                                     |                             | SS-Oberst-Gruppenführer | und Generaloberst der Polizei   | und Generaloberst der Waffen-SS   | Generaloberst                                   | Generaladmiral            |
| 3                                                     |                             | SS-Obergruppenführer    | und General der Polizei         | und General der Waffen-SS         | General                                         | Admiral                   |
| 4                                                     |                             | SS-Gruppenführer        | und Generalleutnant der Polizei | und Generalleutnant der Waffen-SS | Generalleutnant                                 | Vizeadmiral               |
| 5                                                     |                             | SS-Brigadeführer        | und Generalmajor der Polizei    | und Generalmajor der Waffen-SS    | Generalmajor                                    | Konteradmiral             |
| Officiers supérieurs avec feuilles de chêne au collet |                             |                         |                                 |                                   |                                                 |                           |
| 6                                                     |                             | SS-Oberführer           | Néant                           | Néant                             | Pas d’équivalent                                | Kommodore                 |
| 7                                                     |                             | SS-Standartenführer     | und Oberst der Polizei          | Néant                             | Oberst                                          | Kapitän zur See           |

## Insignes de grade

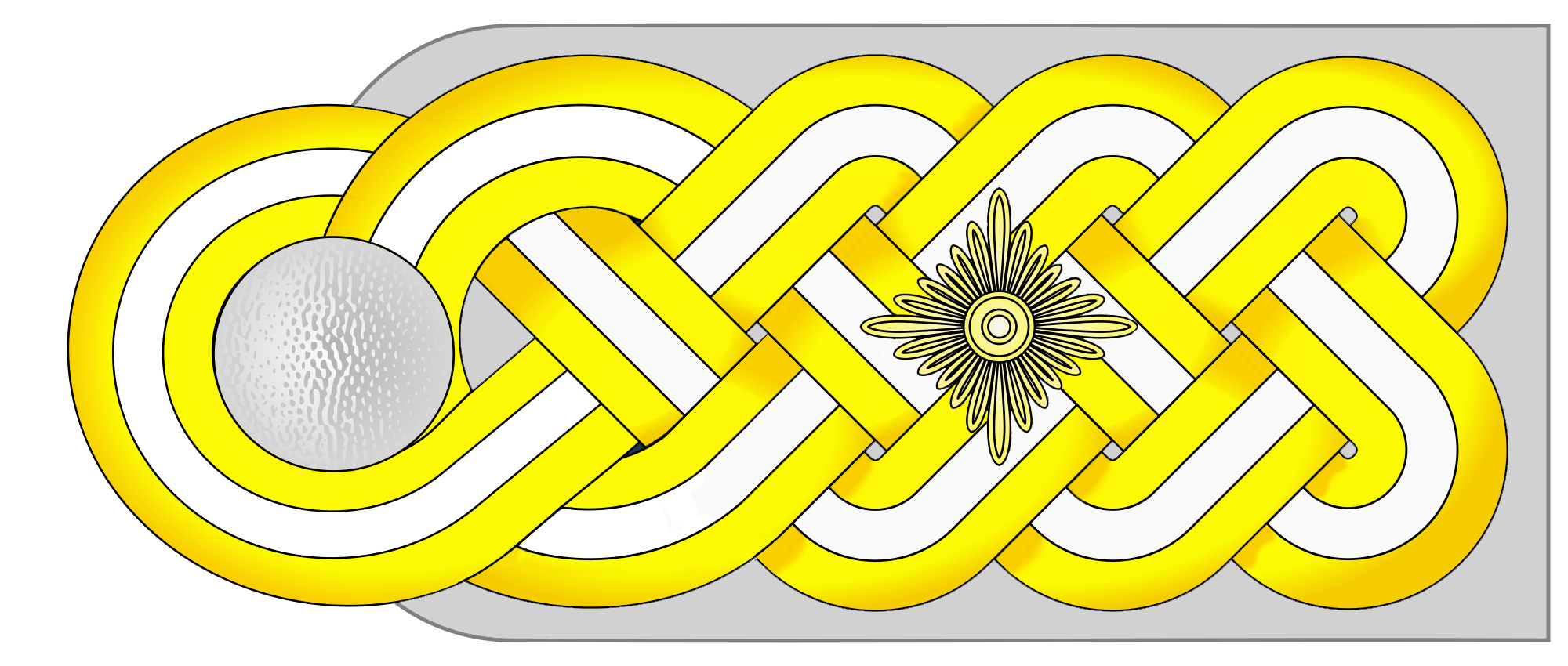
Patte d'épaule droite
Pattes de collets
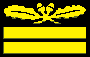
Camouflage

## Équivalents
- Wehrmacht : Generalleutnant
- Armée française : général de division
- Abréviation : Gruf

## Liste de quelquesGruppenführer
- Georg-Henning Graf von Bassewitz-Behr (1900–1949), actif sur le Front de l'Est, mort dans un camp de travail soviétique.
- Richard Glücks (1899-1945), chef du département (Amt.) D: camps de concentration à l'Office central SS pour l'économie et l'administration (SS-Wirtschafts- und Verwaltungshauptamt ou WVHA) en tant qu'inspecteur des camps de concentration. Impliqué dans la solution finale, il se suicide le 10 mai 1945, le surlendemain de la capitulation allemande.
- Otto Hofmann (1896-1982), dirigeant du « Bureau pour la race et le peuplement » (Rasse- und Siedlungshauptamt ou RuSHA). Il était présent à la conférence de Wannsee et fut condamné lors du procès du RuSHA, mais gracié en 1954.
- Heinrich Müller (1900-disparu en 1945), au RSHA, chef de la Gestapo et de la police des frontières ; il était présent à la conférence de Wannsee.
- Artur Nebe (1894-1945), au RSHA, directeur de la Kriminalpolizei (Kripo) et premier commandant de l'Einsatzgruppe B ; après l'attentat du 20 juillet 1944 contre Hitler, il est soupçonné de liens avec des opposants ; il s'enfuit mais il est retrouvé après plusieurs mois, arrêté puis exécuté un mois avant la fin du conflit.
- Otto Ohlendorf (1907-1951), chef de l'Einsatzgruppe D, condamné à mort au procès des Einsatzgruppen puis exécuté par pendaison.
- Werner Ostendorff (1903-1945), commandant de la 2e division SS Das Reich puis de la 17e division SS Götz von Berlichingen.
- Otto Rasch (1891-1948), chef du Einsatzgruppe C, meurt avant son procès.
- Johann Rattenhuber (1897-1957), chef de la garde du corps personnelle d'Hitler et l'un des derniers occupants de son bunker ; arrêté par les soviétiques, il est interné pendant 10 ans, libéré et meurt 2 ans plus tard.
- Arthur Seyss-Inquart (1892-1946), Reichskommissar des Pays-Bas pendant la guerre ; il est condamné au procès de Nuremberg, et exécuté par pendaison.
- Max Simon (1899-1961), commandant du XIIIe SS Armeekorps.